# Sołncewo (obwód kurski)
Sołncewo (ros. Солнцево) – osiedle typu miejskiego w Rosji, w obwodzie kurskim, ośrodek administracyjny rejonu sołncewskiego. W 2010 liczyło 4295 mieszkańców.